# Pushing the Senses
Pushing the Senses è il quinto album della band gallese dei Feeder, pubblicato nel 2005, anno nel quale tornano definitivamente a formare un trio.
Prodotto ancora da Gil Norton, l'album è stato pubblicato anche in una versione con DVD, e conferma l'ormai consolidata fama nella scena indie rock europea del gruppo piazzandosi nelle rispettive chart: Inghilterra (#2), Irlanda (#16), Austria (#62), Svizzera (#75), Francia (top 200), Fiandre (top 100), Paesi Bassi (#80) e Giappone (#59).

## Tracce
1. Feeling a Moment
2. Bitter Glass
3. Tumble and Fall
4. Tender
5. Pushing the Senses
6. Frequency
7. Morning Life
8. Pilgrim Soul
9. Pain on Pain
10. Dove Grey Sands

Tracce bonus nella versione giapponese
1. Victoria
2. Shatter

## Singoli
- Tumble And Fall (gennaio 2005)
- Feeling A Moment (marzo 2005)
- Pushing The Senses (giugno 2005)
- Shatter/Tender (ottobre 2005)